# 50 Fountain Plaza
50 Fountain Plaza, anteriormente Key Center North Tower, es un rascacielos de oficinas ubicada en Búfalo, la segunda ciudad más poblada del estado de Nueva York (Estados Unidos). Es el octavo edificio más alto de la ciudad con 85 m y 17 pisos de altura. Tiene una torre gemela al lado, 40 Fountain Plaza (anteriormente Key Center South Tower) que es cuatro pisos más baja y está conectada por un atrio de vidrio de dos pisos que abarca 1746 m² de espacio comercial. Una vez conocido como Key Center, el complejo ahora se conoce simplemente como Fountain Plaza tras la partida del KeyBank. Ambos edificios tienen cimas piramidales distintivas que están adornadas con luces de neón verde brillante que se iluminan por la noche. En el frente de las dos torres hay una gran fuente, que se enciende en verano. En invierno, esta sirve como pista de hielo gratuita al aire libre.

## Inquilinos
Fue la sede del KeyBank en Búfalo. Actualmente alberga las operaciones de ventas y marketing de algunas cervecerías norteamericanas, entre ellas Labatt Brewing Company.

## Galería

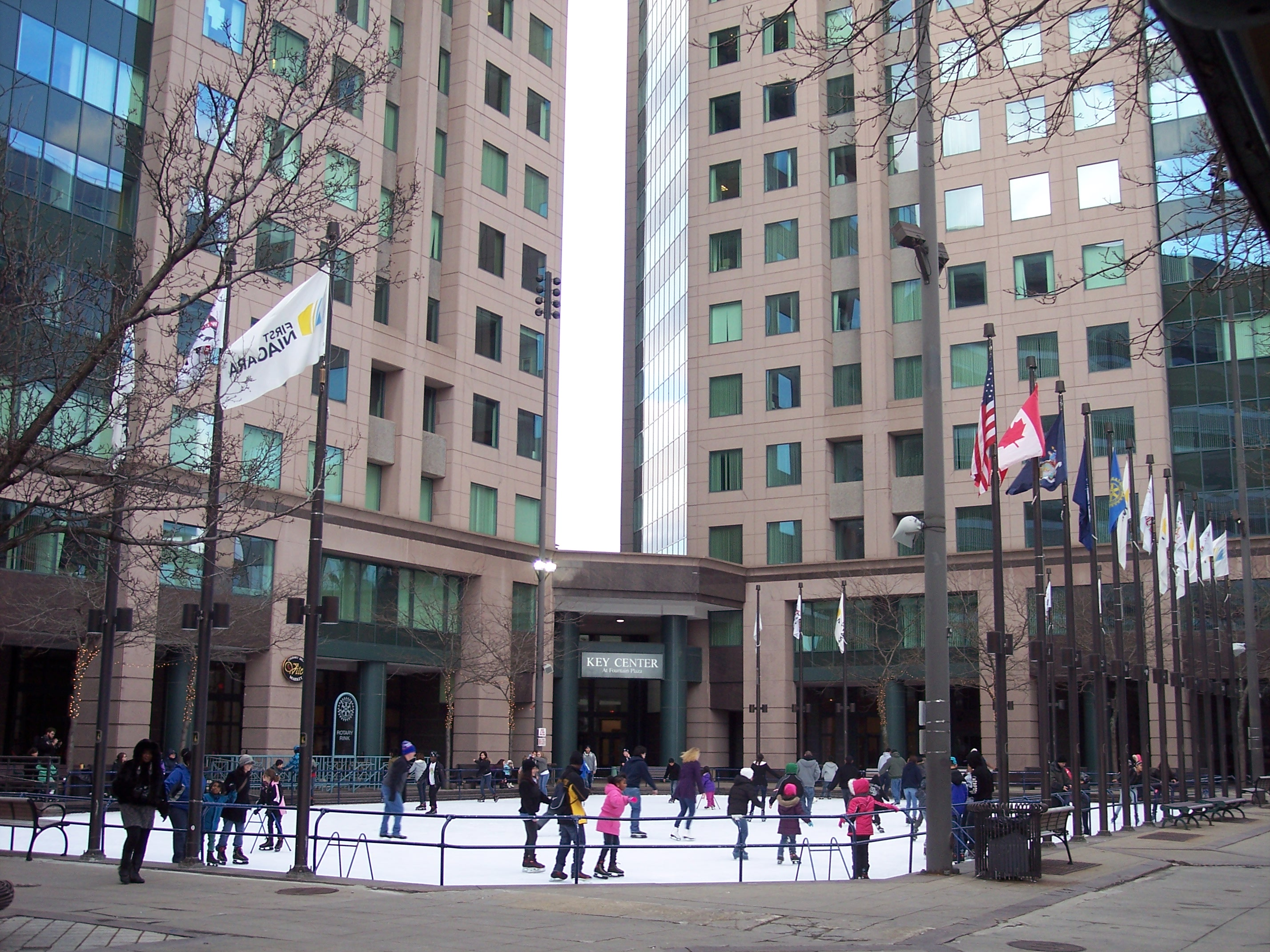
Pista de patinaje
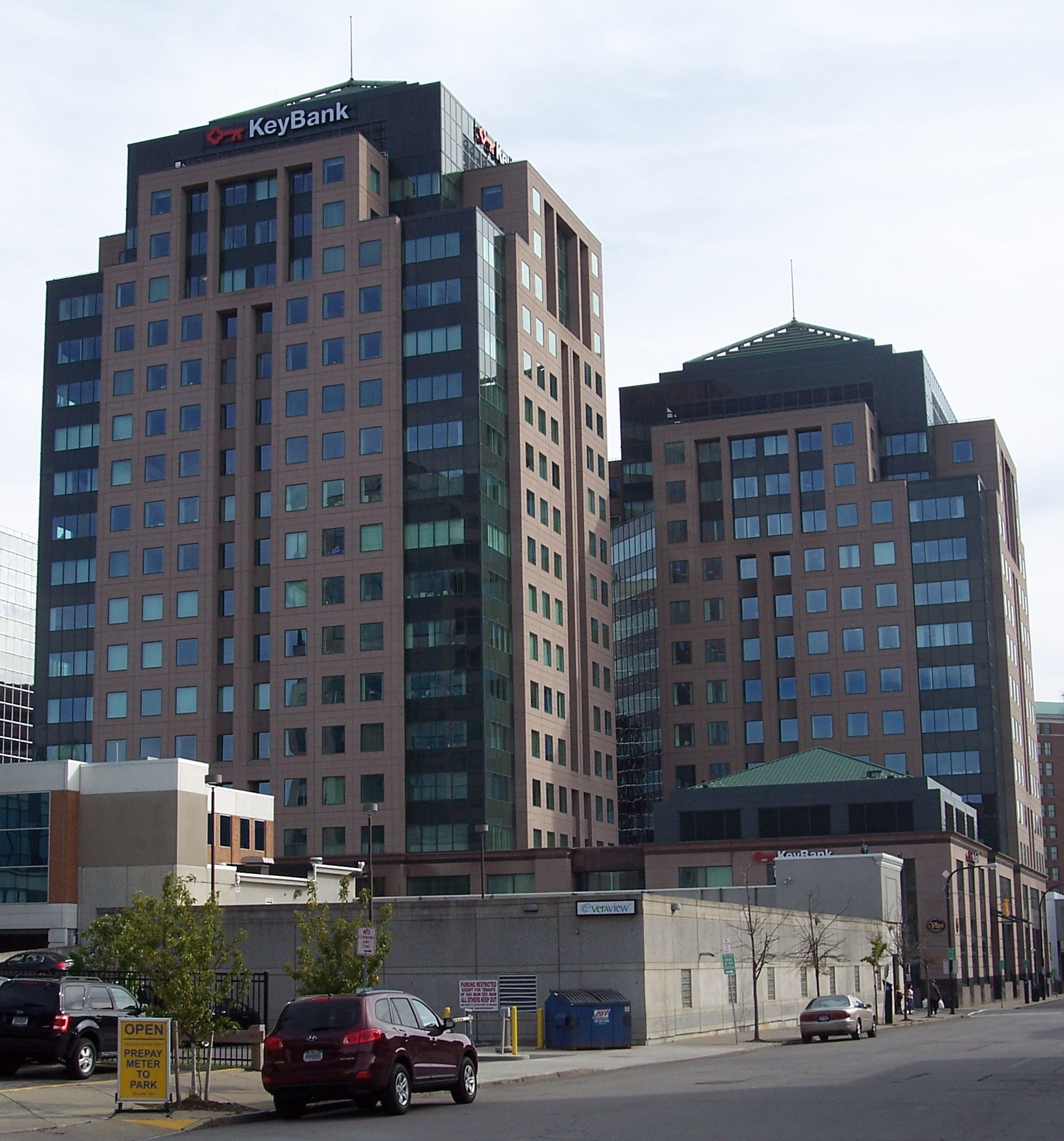
Vista de conjunto
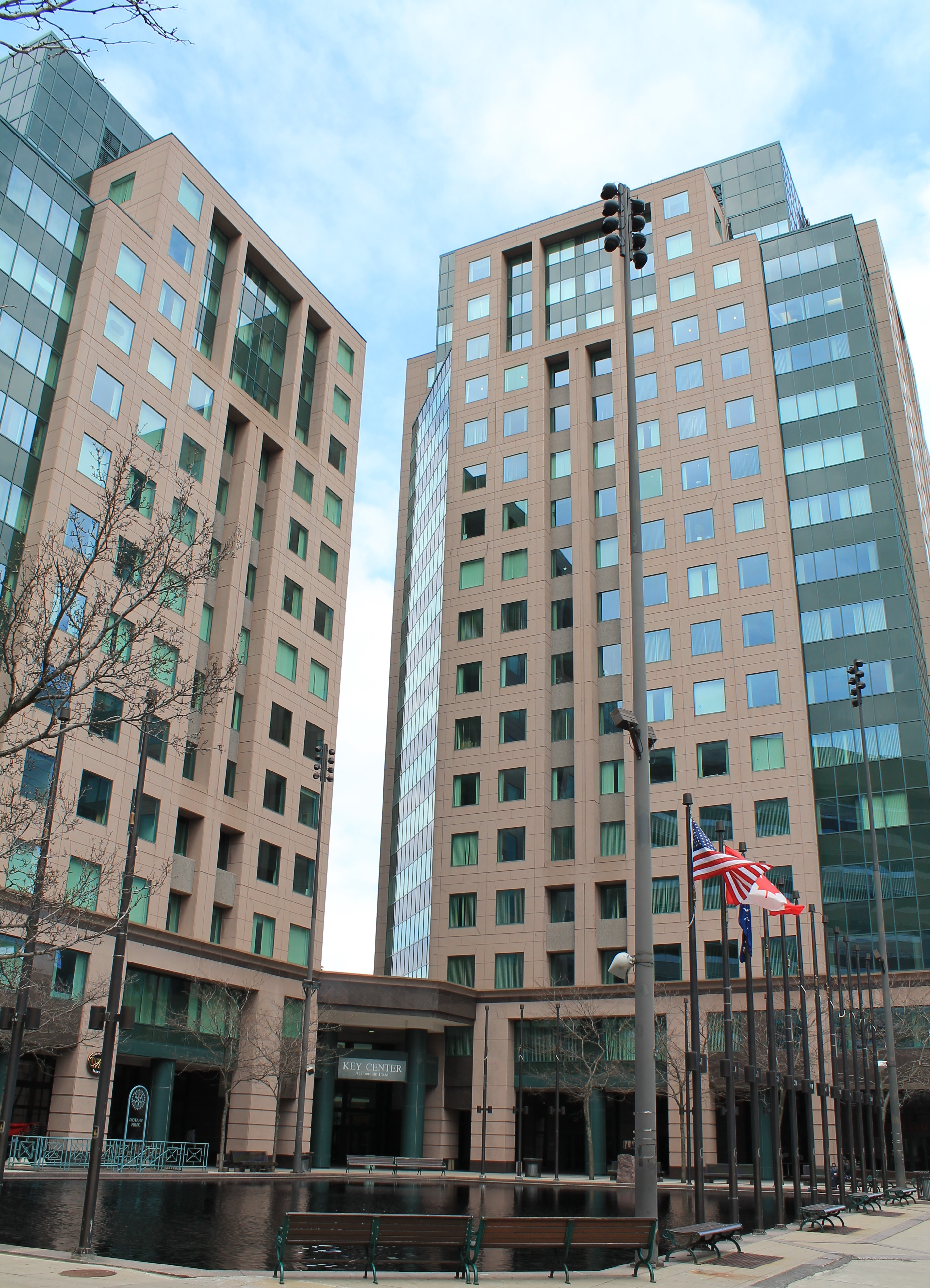
La fuente en primavera